# 1965 w nauce

## Nauki przyrodnicze i ścisłe

### Astronomia
- Bengt Strömgren – Nagroda Henry Norris Russell Lectureship przyznawana przez American Astronomical Society

## Nagrody Nobla
- Fizyka – Shin’ichirō Tomonaga, Julian Schwinger, Richard P. Feynman
- Chemia – Robert Burns Woodward
- Medycyna – François Jacob, André Michel Lwoff, Jacques Monod